# Isla de Madeira
La isla de Madeira (en portugués, ilha da Madeira; tradicionalmente en español y en desuso, isla de Madera) es una isla del archipiélago de Madeira situado en el océano Atlántico, al oeste de la costa africana, y que constituye conjuntamente con Porto Santo, las islas Desiertas y las islas Salvajes, una de las regiones autónomas de Portugal.

## Geografía
Con 750,7 km², Madeira es la segunda isla más grande de Portugal y la de mayor tamaño, con diferencia, de su archipiélago. En ella se encuentra la capital de la región autónoma, Funchal, que también es la capital y el núcleo urbano más importante de la isla.

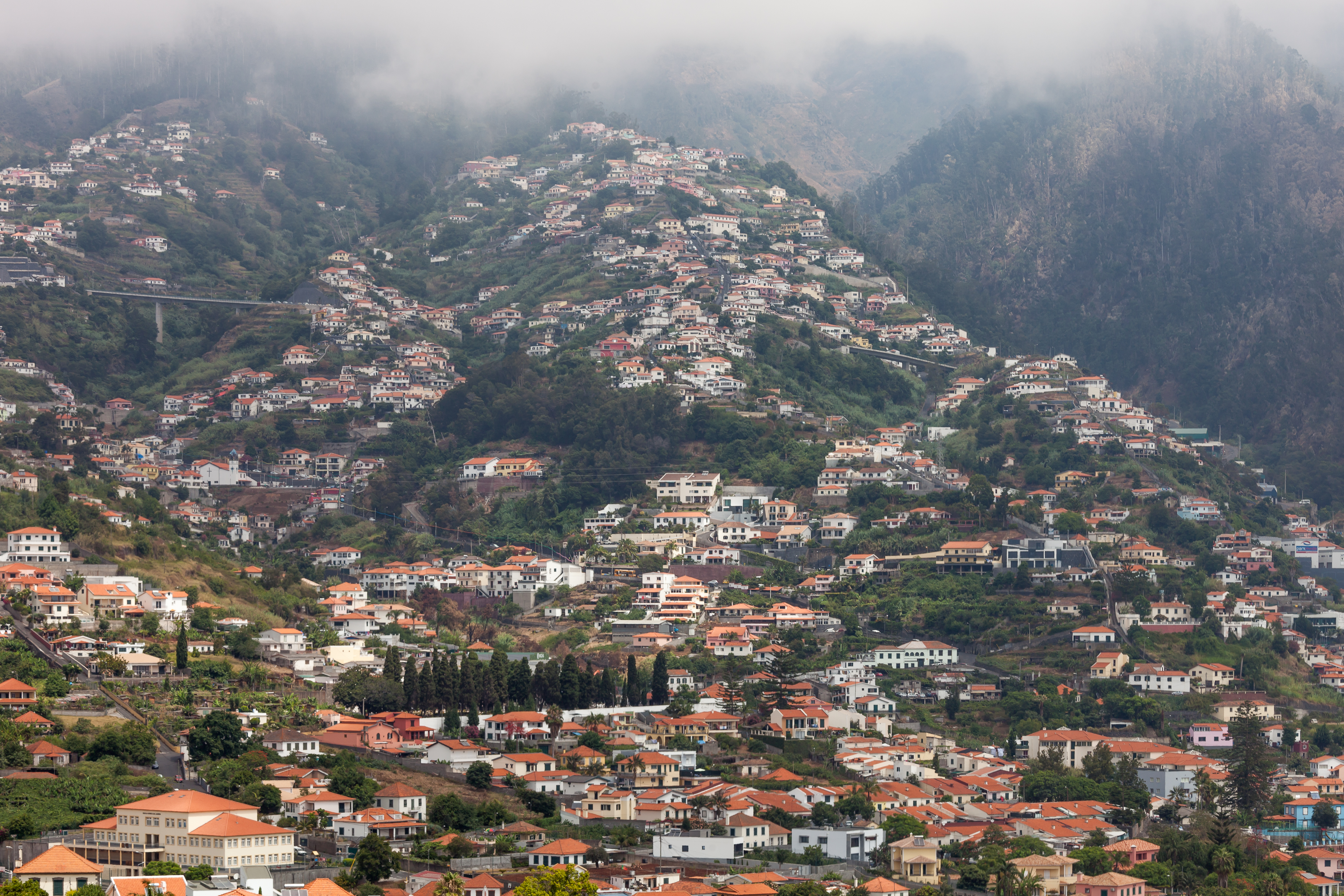
Viviendas en Funchal

La isla de Madeira, que abarca el 90 % de la superficie del archipiélago homónimo, es de origen volcánico. Separada de las islas Salvajes, Canarias y África por una fosa marina que alcanza, 4512 metros de profundidad, rodeada de bajos fondos de casi 2000 metros, Madeira, como Porto Santo y las islas Desiertas, surgió del Atlántico en el período Terciario, durante una erupción volcánica. Su clima subtropical y sus paisajes únicos hacen que sea un destino turístico muy popular.
Funchal, la principal ciudad y puerto en la costa meridional de la isla, se encuentra a 32° 38' de latitud norte y 16° 55' de longitud oeste. Es distante unos 660 km de la costa africana, 980 km de Lisboa, 400 km de Canarias y 880 km de isla de Santa María, la más cercana de las Azores. Por su latitud y la ubicación, la isla de Madeira tiene todas las características de una isla subtropical, donde hay elementos de las islas tropicales y las islas más templadas del norte.
La isla, de montañas volcánicas cortadas por profundos valles hasta el mar, tiene una forma alargada de este a oeste: su longitud es de aproximadamente 55 km, y su anchura de 24 km, con 160 km de litoral. La altitud media es de 1300 metros, donde destacan el Pico Ruivo (1862 metros), el pico das Torres (1850 metros) y el pico do Arieiro (1818 metros). Las costas son empinadas y playas de arena son raras. Hacia el este, la Ponta de São Lourenço forman un ciclo de reducción y relativamente bajo que se extiende por dos islotes. En la costa sur, al oeste de Funchal, se eleva Cabo Girao, uno de los acantilados más altos en el mundo.
El bosque de laurisilva que cubría la isla antes de su colonización y le dio su nombre (Madeira o Madera en castellano), fue casi completamente quemado por los primeros colonos, y solo unas pocas áreas en los valles del norte de la isla se han conservado. Fue incluido en el Patrimonio de la Humanidad por la Unesco en 1999. Pero el bosque se ha recuperado y extendido con especies europeas y tropicales introducidas por los colonos que hoy conviven con las especies endémicas. La humedad del norte favorece el crecimiento de una vegetación exuberante, incluyendo laderas casi verticales.

### Clima

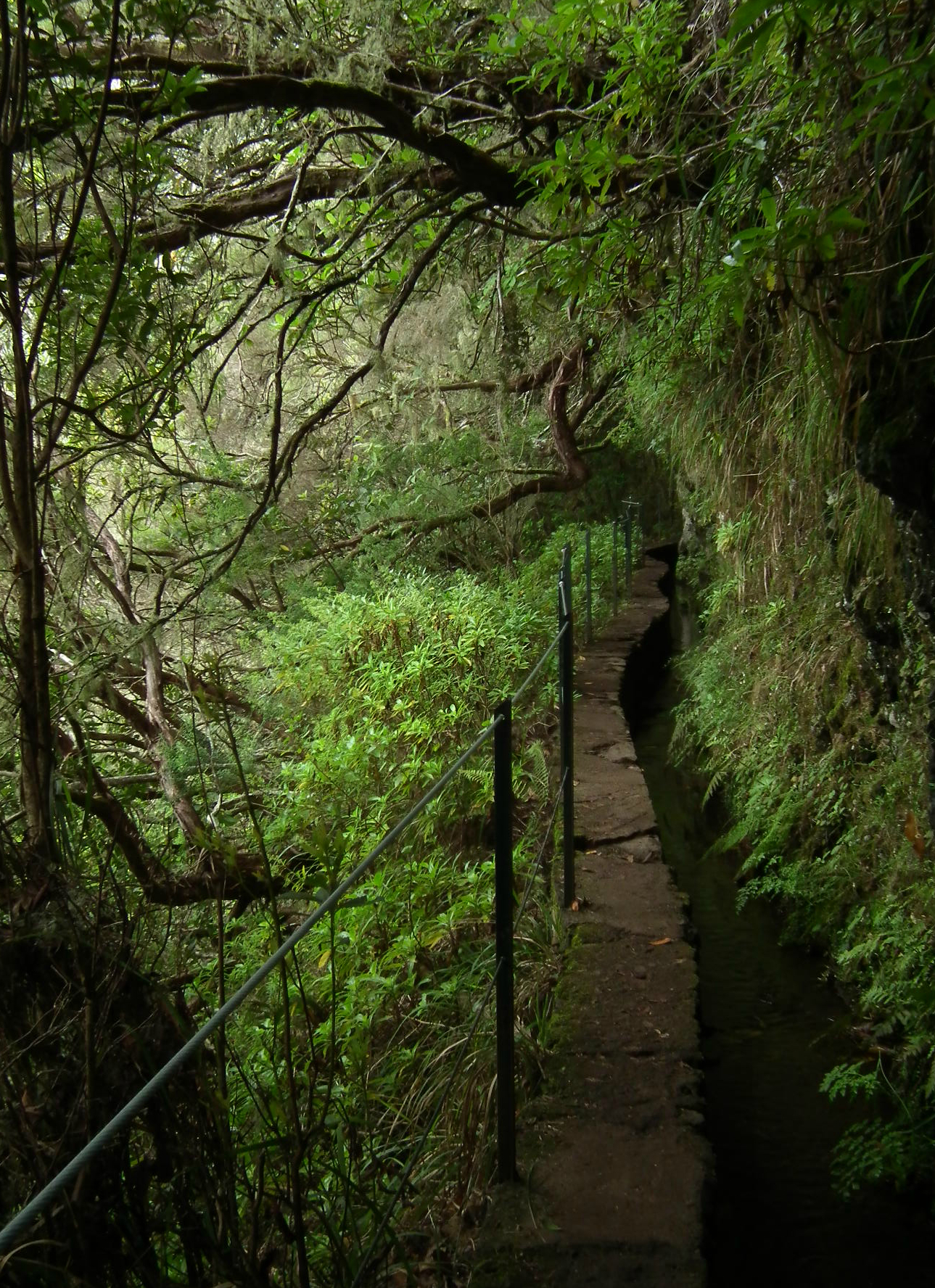
Bosque de laurisilva en la isla de Madeira.

La isla de Madeira se encuentra en zona subtropical: su clima es templado durante todo el año, con una baja oscilación térmica anual (16 °C en invierno, 23 °C en verano) y temperaturas siempre temperadas por el mar. Los días de calor son muy raros, incluso en verano, y la temperatura rara vez desciende por debajo de 10 °C en invierno. Existe un notable contraste entre la parte septentrional (más lluviosa) y la parte meridional (más seca y soleada), sobre todo en verano. Las precipitaciones varían de 500 mm en el sureste insular a más de 2000 mm en la vertiente septentrional. La lluvia cae principalmente de octubre a marzo y es más irregular de mayo a septiembre. Para aprovechar las ventajas de las lluvias regulares del norte y el sol del sur de la isla, se ha construido una extensa red de canales.

### Vegetación y cultivos
El clima y el terreno determinan las tres zonas de vegetación.
- Desde el nivel del mar a los 300 metros, es el subtropical. En la costa norte, así como en la costa sur, se cultivan caña de azúcar, plátanos y algunas verduras. Las higueras invaden las zonas de secano de la costa sur.
- Entre los 300 y los 750 metros está la zona templada cálida del clima mediterráneo. Esta es el área de la vid, cereales (maíz, trigo, avena). La fruta son variadas, propias de países europeos y tropicales: como las naranjas, peras, manzanas, ciruelas y frutas exóticas como guayabas, aguacates, mangos, chirimoyas y maracuyás.
- Por encima de los 750 metros, se encuentra la zona templada fría, con laderas boscosas de pinos, brezos, acacia, mimosa y laureles arborescentes. A continuación, en los picos, pastos y helechos.

### Paisajes

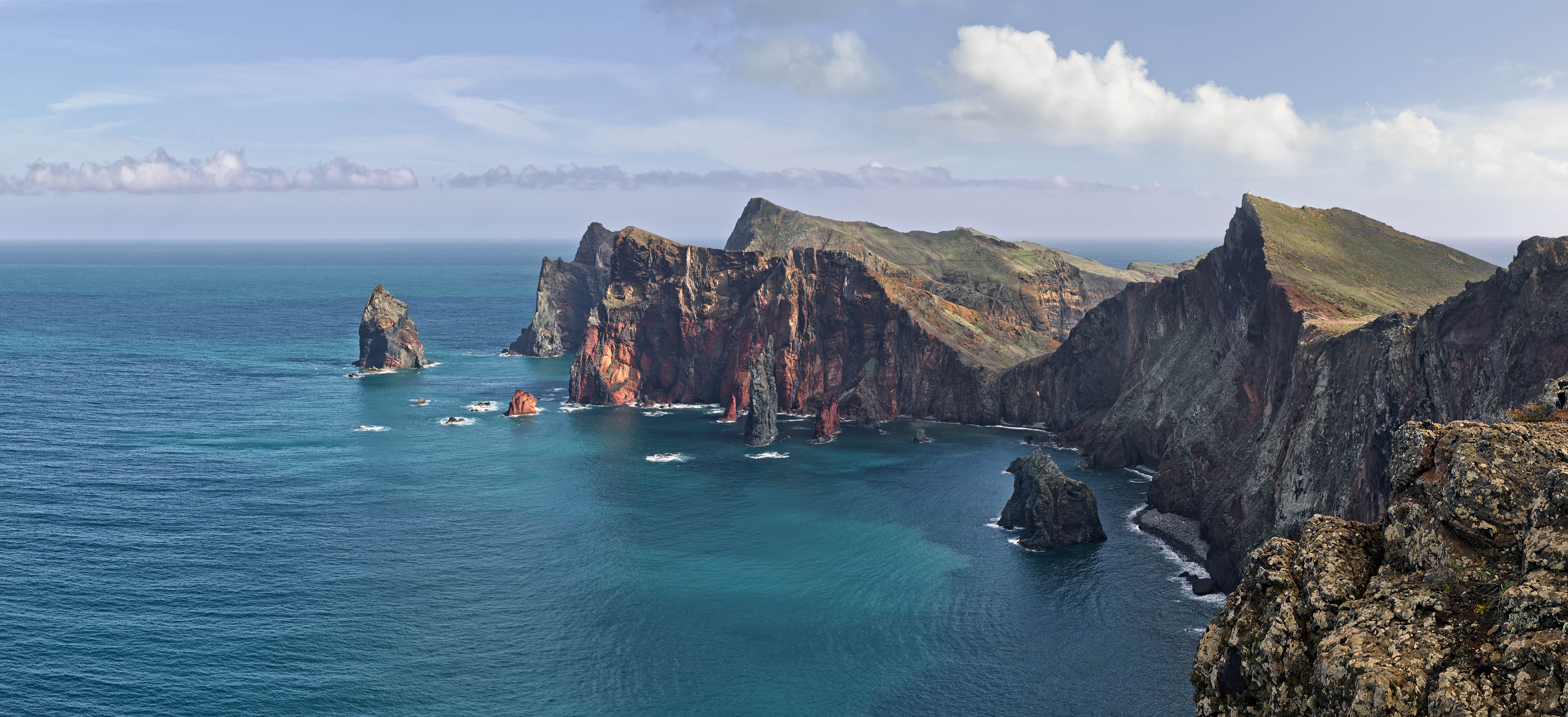
Punta de San Lorenzo

La isla es muy montañosa, con profundos valles incrustados entre los picos más altos y acantilados en la mayor extensión de la costa, que totaliza unos 160 km de extensión. La altitud media es de 1371 metros, siendo los puntos más altos el pico Ruivo (1862 m) y el pico das Torres (1853 m). Las playas de arena fina son raras. El extremo oriental, llamado Punta de San Lorenzo, forma un cabo alargado y relativamente poco elevado que se prolonga hasta dos islotes cercanos. En la costa sur, al oeste de Funchal, se sitúa el cabo Girão, uno de los más altos acantilados del mundo.
La laurisilva, bosque que cubría la isla antes de la colonización, fue casi enteramente quemada por los primeros colonos, y solo unas hectáreas en los valles al norte de la isla se preservaron. Fue clasificada como Patrimonio de la Humanidad por la UNESCO en 1999. El bosque actual contiene especies endémicas y también plantas traídas por los colonos, además de variedades tropicales cultivadas, como el plátano y la maracuyá, entre otros. El suelo volcánico es generalmente muy fértil (cerca de tres veces más fértil que el de Portugal continental) y la humedad de la montaña favorece el crecimiento de una vegetación exuberante.

## Demografía
Antes de la llegada de los colonos portugueses durante el siglo XV, la isla estaba deshabitada. Actualmente Madeira es la isla más poblada del archipiélago homónimo, y también de Portugal en su conjunto; la población insular es de aproximadamente 250 000 habitantes, la mayoría de nacionalidad portuguesa. Funchal concentra a alrededor de la mitad de los habitantes de la isla (112 000 habitantes). La mayoría de los habitantes se declaran católicos, siendo Funchal la sede de la diócesis de Funchal. Más de la mitad de la población se concentra en apenas el 7 % de la superficie insular, especialmente en la costa meridional.